# Горбуновене, Ингрида
Ингрида Горбуновене (лит. Ingrida Railaitė Gorbunovienė) — литовская футболистка.

## Карьера
Футболом увлеклась в женской футбольной секции клуба «Спортинтернат» города Каунас — первый тренер Рамуальдас Лавринавичюс. С 1987 по 1989 год выступала в чемпионате СССР за каунаский «Коттон» (клуб при одноимённой чулочной фабрики). В 1990 перешла в клуб «РАФ».
С 1994 выступала за клуб «Политехника-Сика» (ранее «Центрас», «Олимпия-Центрас», «Политехника», «Габия-Политехника»).
Однако из-за потери, «Политехникой», статуса профессионального клуба завершила выступления.

## Достижения
командные
- Чемпионат Литвы по футболу среди женщинen
  - чемпион (9): 1994[2], 1994/1995[2], 1996/1997, 1998/1999
  - серебряный призёр (2): 1995/1996[2], 1997/1998
- Кубок Литвыen
  - победитель (4): 1994/1995, 1995, 1996, 1997/1998
- Балтийская лига среди клубов
  - чемпион (2): 1991[1] и 1995 (в составе клуба «Жемайтия»lt)
- Чемпионат Литвы по мини-футболу среди женщин
  - чемпион (1): 1997

личные
- лучший бомбардир чемпионата Литвы (5): 1994, 1994/1995, 1995/1996, 1996/1997, 1998/1999

## Командная статистика
клубная
| Выступление      | Выступление      | Выступление      | Лига | Лига | Кубок | Кубок | Балтийская Лига | Балтийская Лига | мини | мини | Итого | Итого |
| Клуб             | Лига             | Сезон            | Игры | Голы | Игры  | Голы  | Игры            | Голы            | Игры | Голы | Игры  | Голы  |
| ---------------- | ---------------- | ---------------- | ---- | ---- | ----- | ----- | --------------- | --------------- | ---- | ---- | ----- | ----- |
| РАФ              | высшая           | 1990             | 23   | 8    | —     | —     | —               | —               | —    | —    | 23    | 8     |
| РАФ              | Итого            | Итого            | 23   | 8    | —     | —     | —               | —               | —    | —    | 23    | 8     |
| Политехника-Сика | высшая           | 1994             | 6    | 29   | —     | —     | —               | —               | —    | —    | 6     | 29    |
| Политехника-Сика | высшая           | 1995             | 9    | 23   | 1     | 1     | 4               | 2               | —    | —    | 14    | 26    |
| Политехника-Сика | высшая           | 1996             | 8    | 10   | 1     | 0     | —               | —               | —    | —    | 9     | 10    |
| Политехника-Сика | высшая           | 1997             | 8    | 15   | 1     | 0     | —               | —               | 3    | 10   | 12    | 25    |
| Политехника-Сика | высшая           | 1998             | 8    | 6    | 2     | 5     | —               | —               | —    | —    | 10    | 11    |
| Политехника-Сика | высшая           | 1999             | 16   | 26   | —     | —     | —               | —               | —    | —    | 16    | 26    |
| Политехника-Сика | Итого            | Итого            | 55   | 109  | 5     | 6     | 4               | 2               | 3    | 10   | 67    | 127   |
| Всего за карьеру | Всего за карьеру | Всего за карьеру | 78   | 117  | 5     | 6     | 4               | 2               | 3    | 10   | 90    | 135   |

сборная
Выступления за сборную на отборочных турнирах чемпионатов мира и Европы
| № | Дата       | Соперник  | Матч     | Счет | Сыграно минут |
| - | ---------- | --------- | -------- | ---- | ------------- |
| 6 | 27.06.1998 | Эстония   | ОЧМ 1999 | 0:3  | 90'           |
| 5 | 10.10.1997 | Чехия     | ОЧМ 1999 | 0:12 | 68'           |
| 4 | 07.09.1997 | Шотландия | ОЧМ 1999 | 0:5  | 68'           |
| 3 | 16.08.1997 | Эстония   | ОЧМ 1999 | 3:2  | 87', 64′      |
| 2 | 15.06.1994 | Дания     | ОЧЕ 1995 | 0:11 | 90'           |
| 1 | 13.10.1993 | Болгария  | ОЧЕ 1995 | 1:1  | 90'           |